# Falmouth
Falmouth (v kornštině: Aberfala) je město nacházející se na jižním pobřeží Cornwallu. Město je zároveň přístavem a má 26767 obyvatel.

## Historie
Název Falmouth má anglický původ, a současní nadšenci, kteří mluví Kornštinou překládají název Falmouth jako Aberfal (nebo Aberfala) na základě velšského původu. Tvrdí se že dřívější keltské jméno pro toto místo bylo Peny-cwm-cuic (přeloženo do angličtiny – "Pennycomequick).

### Raná historie
Falmouth bylo místo, kde král Jindřich VIII. Tudor nechal v roce 1540 postavit hrad Pendennis, aby ochránil ústí řeky Fal nazývané Carrick Roads. Hlavním městem regionu se poté stal Penryn. Sir John Killigrew založil Falmouth krátce po roce 1613.
Na konci 16. století byl hrad zpevněn kvůli hrozbě Španělského námořnictva. Během Anglické občanské války byl hrad Pendennis druhou poslední pevností, která se vzdala parlamentu (kulohlavcům).
Po občanské válce získal Sir Peter Killigrew získal královskou protekci za poskytnutí pozemku pro stavbu kostela Karla I. Stuarta, věnovaný Karlu I. Stuartovi.
Pečeť Falmouthu zobrazovala orla, který měl dvě hlavy a na každém křídle věž.

## Doprava

### Přístav
Falmouth je známý svým přístavem. Spolu s ústím Carrick Roads tvoří třetí nejhlubší přírodní přístav na světě, a nejhlubší v západní Evropě. Byl startovním nebo cílovým bodem mnohých rekordních plaveb kolem světa, jako třeba plavba Sira Robina Knox-Johnsona nebo Ellen MacArthurové.
Během 2. světové války zde mělo významnou námořní a vojenskou základnu Námořnictvo USA.

### Silnice
Ve Falmouthu končí silnice A39. Ta pokračuje až do 290 km vzdáleného Bathu.

### Železnice
Město má tři železniční stanice:
- Penmere
- Falmouth Town
- Falmouth Docks

## Vzdělávání
Ve městě je 5 základních škol a střední škola Falmouth School.
Falmouthská univerzita má jeden kampus ve městě a druhý v Penrynu, který sdílí s Universitou v Exeteru, pod názvem Combined Universities in Cornwall campus. Nabízí magisterské, bakalářské a postgraduální studium zejména v oblastech Umění, Designu a Médií.
Falmouth Marine School (dříve Falmouth Technical College) se specializuje na výuku konstruování tradičních a moderních lodí, námořního inženýrství, životní prostředí v mořích a námořní volnočasové sporty.

## Osobnosti
- W. J. Burley (1914–2002), spisovatel, narozen v Falmouthu.
- James Trick "Jimmy" Jose (1881–1963), hráč ragby.
- James Power Carne (1906 – 1986), podplukovník Gloucestershirského pluku v Korejské válce, narozen v Falmouthu.
- Sebastian Coe (* 1956), konzervativní politik a bývalý běžec středních tratí s vynikajícími výsledky (zlato na LOH 1980 a 1984).

## Partnerská města
Partnerskými městy Falmouthu jsou:
- Douarnenez, Francie
- Rotenburg an der Wümme, Německo